# Residenset i Östersund
Residenset är en residensbyggnad på Köpmangatan 22 i Östersund som inrymmer bostads- och representationslokaler för landshövdingen i Jämtlands län. Byggnaden förvaltas av Statens fastighetsverk och är byggnadsminne sedan 1974.

## Historia
Fastigheten uppfördes 1846–1848 efter ritningar av arkitekten Johan Adolf Hawerman, och är nu det äldsta stenhuset i Östersund.  Utbyggnader har skett genom att två fristående flyglar tillkom 1901, och huvudbyggnaden utökades 1910. 1930–1931 utökades fastigheten ytterligare, och byggdes samman med flyglarna. Arkitekt för dessa arbeten var Gustav Holmdahl.